# Пяденица Данилова
Пяденица Данилова (лат. Stamnodes danilovi) — бабочка из семейства пядениц.

## Описание
Размах крыльев 25—27 мм. Окраска крыльев ярко-оранжево-жёлтая. Передние крылья с чёрными пятнами на вершине и на наружном крае и крупным круглым пятном посередине крыла.
Ареал вида включает Прииссыккулье, юго-восточном Казахстан, Алтай, Саяны, Прибайкалье, Забайкалье, Монголию и Китай.
Встречается вдоль рек в остепненной местности среди зарослей караганы и шиповника. В горах не поднимается на высоты выше 1000 м.  Время лёта бабочек происходит в июне. Биология этого вида почти не изучена.